# Raoul Nivaggioli
 (décembre 2012).
Si vous disposez d'ouvrages ou d'articles de référence ou si vous connaissez des sites web de qualité traitant du thème abordé ici, merci de compléter l'article en donnant les références utiles à sa vérifiabilité et en les liant à la section « Notes et références ».
Raoul Nivaggioli est un résistant français, lieutenant des Forces françaises de l'intérieur, fondateur des premiers maquis du Dauphiné, né à Corte en 1896 et mort à Roche en Isère le 18 juin 1944, fusillé par l'armée allemande.

## Biographie
De mère et de père instituteur, il devient ingénieur électricien chez EDF et entre dans les mouvements de résistance puis créé les premiers maquis du Dauphiné. Il a organisé un réseau de Résistance de 18 personnes, démantelé en 1944. Arrêté et interné, il est fusillé par les Allemands le 18 juin 1944 à Roche en Isère.
Sa notice biographique dans le dictionnaire Maitron précise ses actions de Résistance et les conditions de sa mort : "En relations avec Jean Nocher et le général Cochet, il fut, dès 1941, parmi les premiers membres de « Franc-Tireur » à Vienne. Il participa également, aux côtés de Lucien Hussel et de Georges Oudard, à la création du journal clandestin « La France intérieure » et à sa diffusion. Il appartint au secteur VI de l’Armée Secrète du Rhône à partir du 1er janvier 1943, faisait du renseignement et ravitaillait les maquis. Il devait être nommé commandant à partir du 6 juin 1944.
Il fut arrêté le 25 mai 1944 à 9h30 dans les bureaux de Force et Lumière par des membres de la Gestapo accompagnés de miliciens, venus de Lyon, et qui voulaient mettre un terme aux activités de résistance à Vienne. Conduit à la caserne Rambaud à Vienne, il fut transféré dans la soirée à l’école de santé militaire de Lyon, siège de la Gestapo, et emprisonné dans les caves.
Le lendemain, un bombardement aérien allié, visant les installations ferroviaires lyonnaises, détruisit le bâtiment.
Il fut alors transféré à la prison de Montluc et affecté à la cellule 31.
Un de ses compagnons de cellule, le R. P. Hermann, de l’abbaye de N.D. des Dombes (Ain) , raconta à sa libération : «  Il apportait dans notre cellule la joie et le soleil… avec lui on oubliait nos souffrances. Il savait tout prendre du bon côté, nous encourageait… »
Le 18 juin 1944, Raoul Nivaggioli et dix-neuf autres détenus furent extraits de la prison de Montluc et sommairement exécutés par des soldats allemands au lieu-dit la Croix-Châtain à Roche (Isère). Son frère Alfred le reconnut le 18 septembre 1944 sous le numéro sept parmi les photographies prises le 20 juin par le service de l’identité judiciaire de Lyon. Ses obsèques eurent lieu le 23 septembre 1944."